# 吳錦雲
吳錦雲（1938年8月3日—2022年6月27日）
是臺灣田徑運動員，屏東人，主攻三鐵項目，女子鉛球、鐵餅、標槍前全國紀錄保持者，被譽為台灣的「三鐵皇后」。
她進入台灣省立屏東女子中學（現國立屏東女子高級中學）就讀後，開始接受正規的田徑訓練，並以鐵餅、標槍為主項，直到1955年臺灣省田徑賽屏東縣選拔賽時，在鉛球項目一舉擲出超越全國紀錄的成績，她的鉛球才能也逐漸進入大眾視野。1957年臺灣省運動會，她在鉛球項目擲出11.57公尺的紀錄，正式改寫王燦華所保持的全國紀錄。隨後代表國家參與1958年亞洲運動會，以11.46公尺的成績獲得女子鉛球銅牌。1960年，她參加臺灣省田徑賽獲得鉛球及鐵餅雙料冠軍，同時也打破了女子鐵餅全國紀錄。同年參加1960年夏季奧林匹克運動會，以11.76公尺的成績獲得女子鉛球預賽第18名，鐵餅方面則三次試擲失敗未留下成績，歸國後獲選運動優秀青年。隔年又在臺灣省田徑賽改寫女子標槍全國紀錄，成為女子鉛球、鐵餅、標槍全國紀錄保持者。1966年亞洲運動會，她以12.83公尺的成績再度獲得女子鉛球銅牌。
結束運動員生涯後，曾任職於臺灣省立體育專科學校（現國立臺灣體育運動大學），後受邀請至輔仁大學任教，期間培育眾多田徑人才，同時間亦兼任中華民國田徑協會訓練組組長，並多次擔任國家隊教練。有鑑於對體育界多年以來的貢獻，獲頒2016年體育運動精英獎終身成就獎。